# 川本大輔
川本 大輔（かわもと だいすけ、1982年5月18日 - ）は、広島県三原市出身の元プロ野球選手。血液型はA型。

## 経歴
三原中央シニア時代は全日本にエースとして出場、広陵高等学校時代は3年春にセンバツ出場、夏に広島県大会ベスト8入りを果たす。2000年のドラフト5位で読売ジャイアンツに入団。
サイドスローから最速142km/hのストレートとカーブ・スライダー・チェンジアップなど多彩な変化球を繰り出す本格派だった。
だが、一軍登板がないまま2004年10月7日に戦力外通告を受けた。合同トライアウトを受けたがどの球団からも声がかからなかった。台湾移籍も視野に入れていたが断念し、そのまま現役を引退した。

## 詳細情報

### 年度別投手成績
- 一軍公式戦出場なし

### 背番号
- 92 （2001年 - 2004年）